# Milford (Connecticut)
Milford es una ciudad ubicada en el condado de New Haven en el estado estadounidense de Connecticut. En el año 2020 tenía una población de 50,558 habitantes y una densidad poblacional de 891.2 personas por km².

## Geografía
Ashford se encuentra ubicada en las coordenadas 41°13′34.43″N 73°3′45.47″O / 41.2262306, -73.0626306.

## Demografía
Según la Oficina del Censo en 2007 los ingresos medios por hogar en la localidad eran de $71,818 y los ingresos medios por familia eran $85,902. Los hombres tenían unos ingresos medios de $48,368 frente a los $36,770 para las mujeres. La renta per cápita para la localidad era de $28,773. Alrededor del 3.8% de la población estaban por debajo del umbral de pobreza.